# Carbohydrate Polymers
Carbohydrate Polymers (скорочено Carbohydr. Polym.) — рецензований науковий журнал, який охоплює дослідження та використання вуглеводних полімерів, полісахаридів, які мають застосування в таких сферах, як біоенергетика, біоматеріали, біопереробка, хімія, доставка ліків, продукти харчування, здоров’я, нанотехнології, фармацевтика, медицина, видобуток нафти тощо. Журнал видається Elsevier з 1981 року.

## Реферування та індексування
Журнал реферується та індексується кількома базами даних:
- Science Citation Index
- Web of Science
- Polymer Contents
- Chemical Abstracts
- Theoretical Chemical Engineering Abstracts
- Chemical Engineering Biotechnology Abstracts
- Scopus

Згідно з Journal Citation Reports, імпакт-фактор журналу на 2021 рік становить 10,723.